# 嘉義西門長老教會禮拜堂
嘉義西門長老教會禮拜堂位於台灣嘉義市西區，2005年信徒決議命名為黃武東紀念禮拜堂。該建物原是日本基督徒聚會用的禮拜堂，二次大戰後由台灣基督長老教會接收，隸屬於嘉義中會東區（範圍約為今日嘉義山線地方），目前為西門教會的禮拜堂，並在2005年3月8日以「嘉義西門長老教會禮拜堂」的名稱公告為嘉義市市定古蹟。

## 沿革

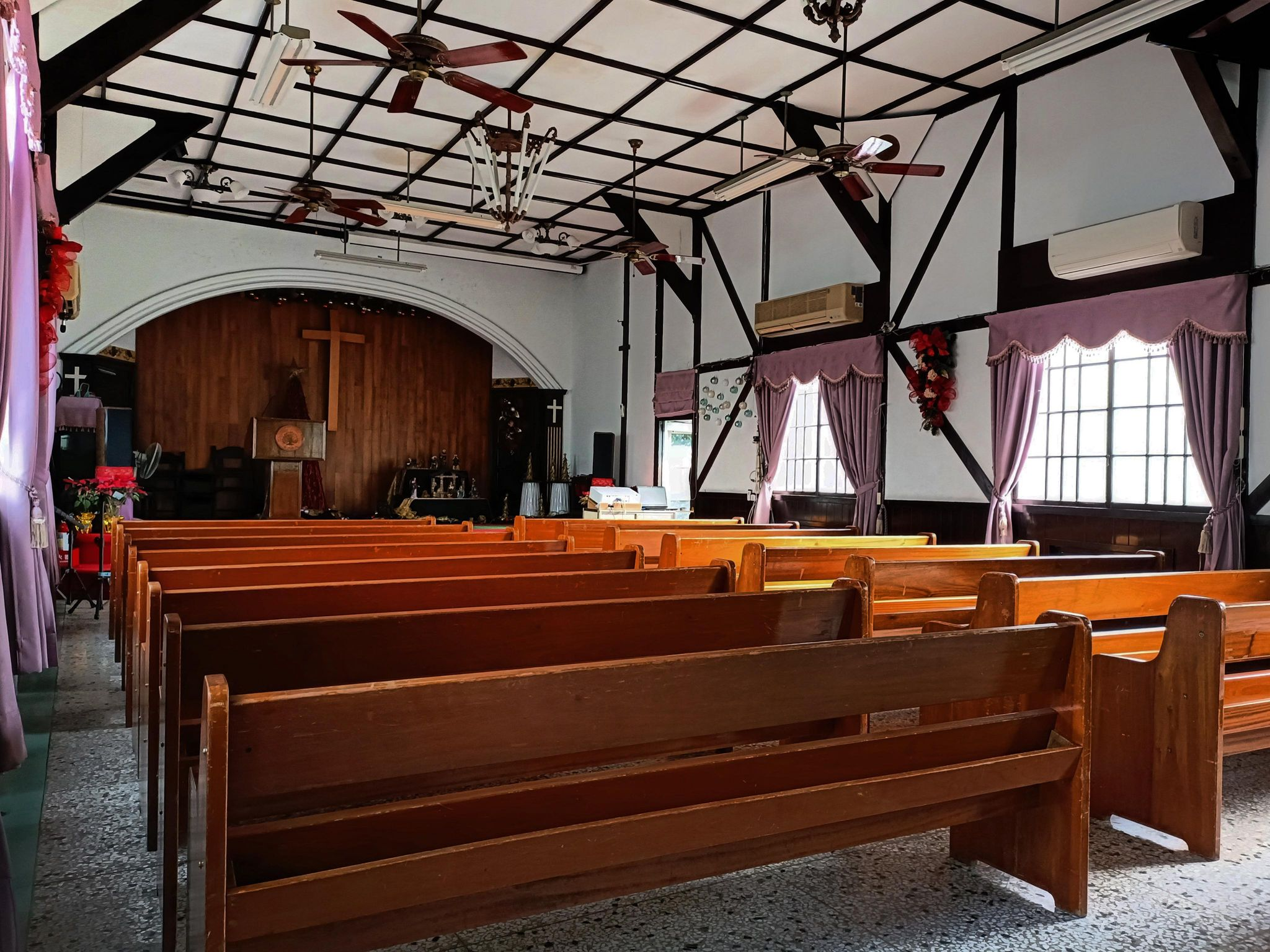
禮拜堂內部

「嘉義西門長老教會」的前身為日本基督教團嘉義教會，馬關條約之後，日本基督教團派細川瀏牧師以隨軍「慰問使」(即軍中牧師)身分來臺宣教。明治36年（1903年）起在臺中、臺南兩地間傳教。明治37年（1904年）10月，細川開始在嘉義市內的岩崎敬太郎家中聚會，直到明治41年（1908年）8月9日，才在嘉義北門內500番地家屋掛牌「嘉義基督教講義所」。
大正14年(1925年)，日本基督教團總會認可嘉義為1間不附屬其他教會的獨立堂會，因此「嘉義教會」，昭和7年(1932年)，嘉義教會賣掉原本北門町的土地，另取得玉川町96番地300多坪的土地興建會堂及牧師館，禮拜堂最終於昭和16年(1941年)完工，由日本人監造，台灣師傅施工，首任牧師為江口ハナ（原姓釜土，與夫婿江口忠八結婚後改姓江口）。並於當年4月19日舉行主教堂獻堂禮拜，1944年，由基隆聘來釜土牧師就任。
昭和20年（1945年）3月19日以後，因美軍空襲因素，使得主日禮拜及祈禱會等集會中止，一直到第二次世界大戰之後，禮拜堂由當時擔任臺灣長老教會東門教會第一任議長的黃武東牧師接收，該教堂成為嘉義市在戰後第一間長老教會教堂，並聘任陳光輝為第1任牧師。
2005年1月，為紀念黃武東牧師保存西門教會禮拜堂的淵源及貢獻，由信徒和教會一致通過，以「黃武東紀念禮拜堂」命名西門教會禮拜堂，故今日入口門楣上懸掛題有「黃武東紀念禮拜堂」的木匾，至今教堂依然作為信徒集會禮拜場所使用。

## 建築設計
西門教會禮拜堂為木構造建築，使用阿里山檜木搭建而成，主體建築形式為日治時期東洋風格之木構建築，而其平面呈長方形，入口為唐博風樣式，入口則有一座挑高塔樓。屋頂部分為切妻造的型式，上鋪日本黑瓦。牆壁的基座為磚造，開有氣窗，上面則是編竹夾泥牆，外層蓋著雨淋板。內部空間一樓為禮拜堂，後方部分有一小閣樓，可用來當作休息空間。
建築物的壁面基座為磚造，上為編竹夾泥牆，外層批覆上雨淋板，在基座部分有開氣窗。室內格局一樓為禮拜堂，後部有一座小閣樓作為休息間使用。

## 交通資訊
嘉義公車捷運
| 路線            | 業者     | 行先                 | 停靠站   |
| --------------- | -------- | -------------------- | -------- |
| 7211公園朴子線  | 嘉義客運 | 嘉義公園－朴子轉運站 | 文化路口 |
| 7212A公園高鐵線 | 嘉義客運 | 嘉義公園－高鐵嘉義站 | 文化路口 |

嘉義市公車
| 路線                | 業者     | 行先                            | 停靠站   |
| ------------------- | -------- | ------------------------------- | -------- |
| 光林我嘉線 （黃線） | 國光客運 | 港坪運動公園－蘭潭              | 文化路口 |
| 樂活1路 （紫線）    | 捷乘交通 | 林森盧義路口－紅瓦里(1)全家超商 | 舊市政府 |
| 樂活1-1路 （紫A線） | 捷乘交通 | 東洋新村－紅瓦里(1)全家超商     | 舊市政府 |

## 外部連結
- 嘉義西門長老教會禮拜堂——文化部文化資產局 （页面存档备份，存于）
- 嘉義西門長老教會禮拜堂——文化部iCulture （页面存档备份，存于）
- 嘉義西門長老教會禮拜堂——臺灣宗教文化地圖 （页面存档备份，存于）